# Liste der Kulturgüter in Oberbipp
Die Liste der Kulturgüter in Oberbipp enthält alle Objekte in der Gemeinde Oberbipp im Kanton Bern, die gemäss der Haager Konvention zum Schutz von Kulturgut bei bewaffneten Konflikten, dem Bundesgesetz vom 20. Juni 2014 über den Schutz der Kulturgüter bei bewaffneten Konflikten sowie der Verordnung vom 29. Oktober 2014 über den Schutz der Kulturgüter bei bewaffneten Konflikten unter Schutz stehen.
Objekte der Kategorie A sind im Gemeindegebiet nicht ausgewiesen, Objekte der Kategorie B sind vollständig in der Liste enthalten, Objekte der Kategorie C fehlen zurzeit (Stand: 27. März 2024). Unter übrige Baudenkmäler sind geschützte Objekte zu finden, die im Bauinventar des Kantons Bern als «schützenswert» verzeichnet sind.

## Kulturgüter
| Foto |                                                              | Objekt                                                                                       | Kat. | Typ | Standort                             | Beschreibung |
| ---- | ------------------------------------------------------------ | -------------------------------------------------------------------------------------------- | ---- | --- | ------------------------------------ | --- |
| ja   | Datei hochladen · Wikidata zu Schloss Bipp (Q2240300)        | Schloss Bipp mit Nebenbauten (Burgruine, Gutshof, Stöckli, Remise und Schopf) KGS-Nr.: 01132 | A    | G/F | Schlossstrasse 26–30 616125 / 234755 | Ruine einer durch die Grafen von Frohburg auf einem Hügel oberhalb des Dorfes erbauten Burg aus dem 13. Jahrhundert, die 1798 beim Franzoseneinfall zerstört und danach dem Verfall überlassen wurde. Erhalten sind nur die Grundmauern und als Fragment der westseitige Rundturm. Zum weitherum sichtbaren Ensemble gehören auch das massiv wirkende Herrenhaus von 1852, das Stöckli von 1782, der Gutshof von 1657 sowie ein Schopf und eine Remise aus der Zeit um 1890. |
| ja   | Datei hochladen · Wikidata zu Dolmen von Oberbipp (Q1235950) | Neolithischer Dolmen und weitere Megalithen KGS-Nr.: 16538                                   | A    | F   | Steingasse 616750 / 234390           | Megalithanlage als Gräbertyp der Horgener Kultur, aus der zweiten Hälfte des 4. Jahrtausends v. Chr., nach Grabungen vom ursprünglicher Standort bei Steingasse, auf Kirchhof von Oberbipp versetzt. |
| ja   | Datei hochladen · Wikidata zu Reformierte Kirche (Q29674174) | Reformierte Kirche KGS-Nr.: 01131                                                            | B    | G   | Kirchgasse 6 616729 / 234710         | Das Kirchengebäude besteht aus zwei Teilen. Die 1686 erbaute barocken Saalkirche unter steilem geknicktem Walmdach besitzt im Innern eine Kassettendecke und eine delikate Holzkanzel. Der viergeschossige Kirchturm stammt von einem Vorgängerbau aus dem Jahr 1487. Sein unterstes Segment besteht aus unverputzten Kalksteinquadern, abgeschlossen wird er von einem markanten Käsbissendach.                                                                             |

## Übrige Baudenkmäler
Hinweis: Anstelle der KGS-Nummer wird als Objekt-Identifikator (ID) die Grundstücksnummer verwendet.
| ID   | Foto |                 | Objekt                                  | Typ | Standort                            | Beschreibung |
| ---- | ---- | --------------- | --------------------------------------- | --- | ----------------------------------- | ------------ |
| 3    | BW   | Datei hochladen | Pfarrhaus (1630)                        | G   | Herrengasse 1 616757 / 234671       |              |
| 3    | BW   | Datei hochladen | Ofen- und Waschhaus mit Speicher (1786) | G   | Herrengasse 1a 616757 / 234694      |              |
| 3    | BW   | Datei hochladen | Gartenpavillon (1787/88)                | G   | Herrengasse N.N. 616726 / 234683    |              |
| 25   | BW   | Datei hochladen | Brunnen (1890)                          | K   | Obisgasse N.N.2 616883 / 234615     |              |
| 28   | BW   | Datei hochladen | Brunnen (1720)                          | K   | Lindenplatz N.N. 616728 / 234604    |              |
| 31   | BW   | Datei hochladen | Brunnen (1837)                          | K   | Steingasse N.N.2 616840 / 234423    |              |
| 77   | BW   | Datei hochladen | Gemeindehaus (1823)                     | G   | Kirchgasse 5 616714 / 234665        |              |
| 78   | BW   | Datei hochladen | Ehemaliges Wasch- und Ofenhaus (1823)   | G   | Steingasse 2 616749 / 234558        |              |
| 259  | BW   | Datei hochladen | Mühlescheune (1804)                     | G   | Mühlegasse 7a 616592 / 234744       |              |
| 301  | BW   | Datei hochladen | Speicher (1742)                         | G   | Schmiedengasse 5 616759 / 234526    |              |
| 337  | BW   | Datei hochladen | Ehemalige Mühle (17. Jh.)               | G   | Mühlegasse 9 616583 / 234768        |              |
| 356  | BW   | Datei hochladen | Bauernhaus (1823)                       | G   | Bollgasse 3 616602 / 234644         |              |
| 372  | BW   | Datei hochladen | Bauernhaus (1776)                       | G   | Industriestrasse 3 617009 / 234641  |              |
| 372  | BW   | Datei hochladen | Speicher (1776)                         | G   | Industriestrasse 3a 616990 / 234668 |              |
| 451  | BW   | Datei hochladen | Speicher (1785)                         | G   | Rössliweg 1a 616887 / 234490        |              |
| 461  | BW   | Datei hochladen | Wohnhaus (1907)                         | G   | Obisgasse 3 616784 / 234611         |              |
| 500  | ja   | Datei hochladen | Speicher (19. Jh.)                      | G   | Steingasse 10 616788 / 234475       |              |
| 1116 | BW   | Datei hochladen | Brunnen (19. Jh.)                       | K   | Steingasse N.N.1 616921 / 234276    |              |